# Pihlavankari
Pihlavankari är klippor i Finland.   De ligger i kommunen Sankt Karins i landskapet Egentliga Finland, i den södra delen av landet, 140 km väster om huvudstaden Helsingfors.
Terrängen runt Pihlavankari är platt.  Närmaste större samhälle är Åbo, 16,6 km nordväst om Pihlavankari. 